# Dronninggambit (miniserie)
Dronninggambit (orignaltitel The Queen's Gambit) er en amerikansk historisk drama tv-miniserie baseret på romanen af samme navn fra 1983 af Walter Tevis. Titlen refererer til skakåbningen "Dronninggambit". Serien er skrevet og instrueret af Scott Frank, der skabte den sammen med Allan Scott, der ejer rettighederne til bogen. Den begyndte i midten af 1950'erne og fortsætter indtil 1960'erne, og følger hvoedpersonen Beth Harmon (Anya Taylor-Joy), der er et fiktivt amerikansk skakvidunderbarn, der formår at kæmpe sig til toppen i skakverden mens hun kæmper med stof- og alkoholmisbrug.
Netflix udgav Dronninggambit d. 23. oktober 2020. Efter 4 uger var det Netflix mest-sete miniserie, og var det mest sete Netflix-program i 63 lande. SKritikerne roste serien, særligt Taylor-Joys præstation og produktionen. Den blev også godt modtaget i skakverden for ofte nøjagtige afbildning af skak på højt niveau, og data indikerer, at det øjede den offentlige interesse i skak.
Dronninggambit vandt 11 Primetime Emmy Awards, inklusive Outstanding Limited or Anthology Series, og blev den første serie på en streamingtjeneste, der vandt denne kategori. Serien vandt også to Golden Globe Awards: Best Limited Series or Television Film og Best Actress – Miniseries or Television Film til Taylor-Joy. Hun vandt også Screen Actors Guild Award for Outstanding Performance by a Female Actor in a Miniseries or Television Movie.

## Medvirkende
- Anya Taylor-Joy som Beth Harmon[6]
  - Isla Johnston som 9-årig Beth
  - Annabeth Kelly som 9-årig Beth
- Bill Camp som William Shaibel
- Moses Ingram csom Jolen
- Christiane Seidel som Helen Deardo
- Rebecca Root som Miss Lonsdale
- Chloe Pirrie som Alice Harmon
- Akemnji Ndifornyen som Mr. Fergusson
- Marielle Heller som Alma Wheatley
- Harry Melling som Harry Beltik
- Patrick Kennedy som Allston Wheatley
- Jacob Fortune-Lloyd som D.L. Townes
- Thomas Brodie-Sangster som Benny Watts
- Marcin Dorociński som Vasily Borgov
- Sergio Di Zio som Beths biologiske far
- Dolores Carbonari som Margaret
- Eloise Webb som Annette Packer, a friendly teenager who becomes Beth's first tournament opponent
- Matthew ogRussell Dennis Lewis som Matt og Mike
- Max Krause som Arthur Levertov
- Ryan Wichert som Hilton Wexler
- Jonjo O'Neill som Mr. Ganz
- Louis Ashbourne Serkis som Georgi Girev
- Janina Elkin som Borgovs kone
- Millie Brady som Cleo
- Bruce Pandolfini som Ed Spencer
- John Schwab som Mr. Booth
- Marcus Loges som Luchenko